# Ліндіта (співачка)
Ліндіта Галімі (алб. Lindita Halimi, більш знана як Lindita, нар. 24 березня 1989, Витина, Югославія) — косовська співачка і композитор. Стала відомою після перемоги в шостому сезоні «Top Fest» з піснею «Ëndërroja» (алб. мені приснилося).
В 2016 році була учасницею фінального 15 сезону шоу American Idol. Представниця Албанії на пісенному конкурсі Євробачення 2017 в Києві з піснею «World», оскільки стала переможницею Festivali i Këngës 55. Виступила у першому півфіналі Євробачення, 9 травня, але до фіналу не пройшла.

## Дискографія

### Сингли
- «Ëndërroja»
- «Të dua vërtet»
- «All Mine» (feat. Nora Istrefi and Big D)
- «Ndihmë»
- «S'të fal»
- «Cold World»
- «World»

## Нагороди і номінації
| Рік  | Номінація               | Категорія        | Робота                        | Результат   |
| ---- | ----------------------- | ---------------- | ----------------------------- | ----------- |
| 2006 | Top Fest 2006           | Main Competition | «Enderroja»                   | Перемога    |
| 2009 | Kënga Magjike 2009      | Best Rock Song   | «Të dua vërtet»               | Перемога    |
| 2010 | Nota Fest 2010          | Best Performers  | «Supa Dupa Fly» (feat. Big D) | Перемога    |
| 2010 | Nota Fest 2010          | Main Competition | «Supa Dupa Fly» (feat. Big D) | друге місце |
| 2011 | Zhurma Show Awards 2011 | Best Dance Song  | «Kohen do ta ndal»            | Номінація   |
| 2014 | Festivali i Këngës 53   | Main Competition | «S'të fal»                    | третє місце |
| 2016 | Festivali i Këngës 55   | Main Competition | »Botë"                        | Перемога    |